# Hökesån-Hallebo naturresrvat
Hökesån-Hallebo naturresrvat är ett naturreservat i Habo kommun i Jönköpings län.
Området är skyddat sedan 2022 och omfattar 49 hektar. Det är beläget utmed Hökesån väster om Habo. Det består mest av strömmande vatten med artrik fiskfauna. Skogen utgörs av lövsumpskog och gransumpskog.